# Garth Mountain
Pour les articles homonymes, voir Garth.
Garth Mountain (aussi appelée The Garth, ou Garth Hill, en gallois : Mynydd y Garth) est une colline située à proximité de la ville de Cardiff (pays de Galles), plus précisément près des villages de Pentyrch et de Gwaelod-y-Garth.

## Géographie
Garth Mountain est constituée de grès de Pennant. Son sommet culmine à 307 mètres d'altitude, et à 211 mètres au-dessus du niveau de la vallée.
Le Garth est visible depuis la quasi-totalité de la ville de Cardiff, et, par temps ensoleillé et clair, depuis l'Angleterre du Sud-Ouest par-delà le canal de Bristol.
Le Garth a une colline sœur, le Lesser Garth, constituée de calcaire.

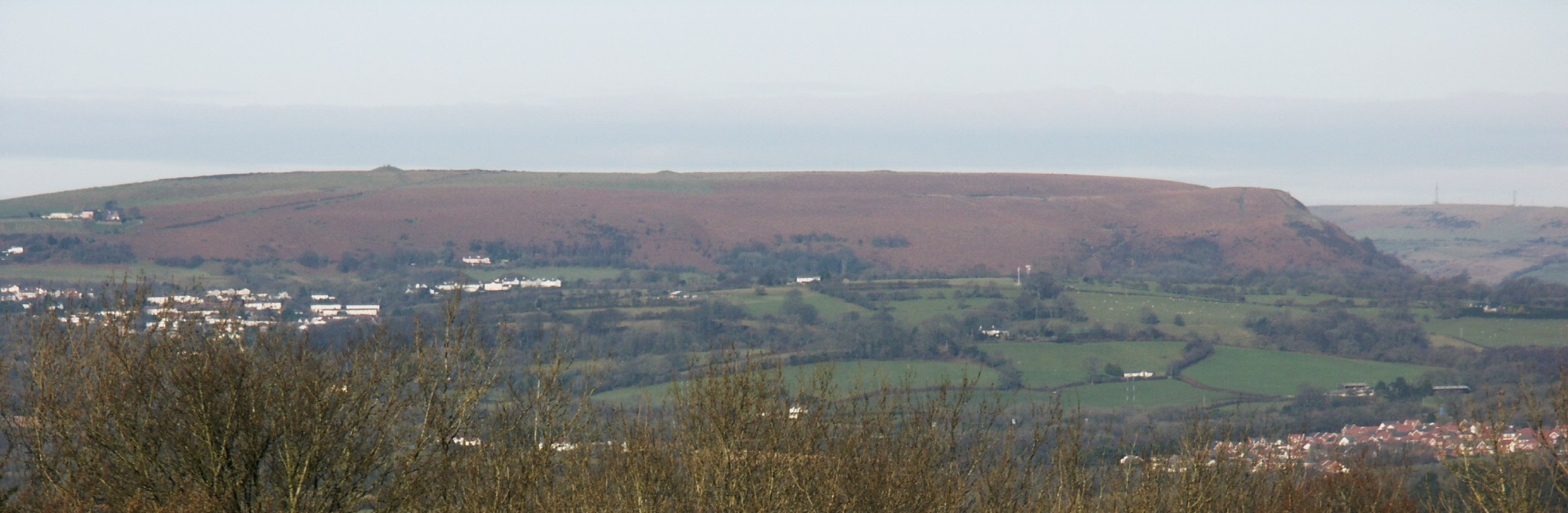
Vue de Garth Mountain depuis le sud.

## Histoire
Quelques tumuli se dressent sur son sommet. Ce sont des lieux de sépulture datant du début de l'Âge du Bronze moyen, soit vers 2000 avant notre ère.

## Garth Mountain dans les arts
Le site a inspiré Christopher Monger pour son roman The Englishman Who Went Up a Hill But Came Down a Mountain où la colline (ou montagne) fictive a pour nom « Ffynnon Garw ». Un film portant le même titre a été réalisé par l'auteur du roman en 1995.